# Wrightia antidysenterica
Wrightia antidysenterica es una especie de arbusto perteneciente a la familia Apocynaceae.

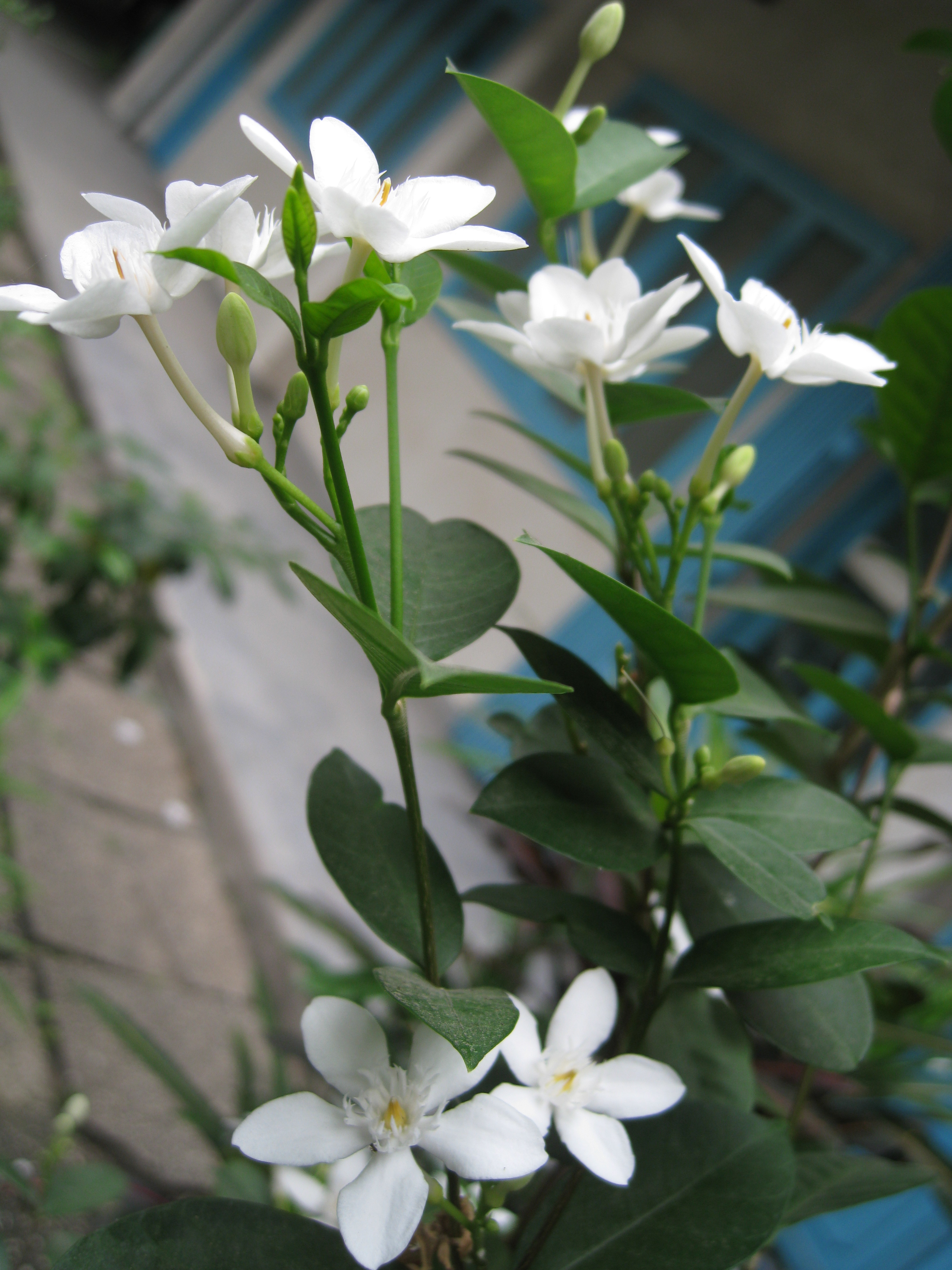
Vista de la planta

## Distribución y hábitat
Es nativa de las regiones tropicales de Asia, en especial de las zonas boscosas y secas de India, Birmania, Tailandia, Vietnam y Malasia.

## Descripción
Es un arbusto que alcanza los 15 metros de altura. Tiene la corteza gris y esponjosa con gran cantidad de látex. Las hojas son de 8–12 cm de longitud y 4–6 cm de ancho, son opuestas, ovales-lanceoladas y acuminadas con una gran cantidad de venillas en su envés. Las flores son de color blanco y se encuentran agrupadas en cimas terminales o axilares, tienen cinco pétalos y cinco sépalos. Son muy aromáticas. Los frutos son folículos dobles, largos y estrechos que tienen 40–50 cm de longitud y solo 1.5 cm de ancho. Las semillas son planas con pelillos sedosos.

## Propiedades
- Se utiliza contra la diarrea y disentería amebiana.
- Es antihelmíntico en especial contra los oxiuros.
- Empleado contra las infecciones vaginales por tricomonas.

## Taxonomía
Wrightia antidysenterica fue descrita por (L.) R.Br. y publicado en Memoirs of the Wernerian Natural History Society 1: 73. 1810[1811].
Sinónimos
- Nerium antidysentericum L., Sp. Pl.: 209 (1753).
- Echites antidysentericus (L.) Roxb. ex Fleming, Asiat. Res. 11: 166 (1810).
- Holarrhena antidysenterica (L.) Wall., Numer. List: 1672 (1829).
- Walidda antidysenterica (L.) Pichon, Mém. Mus. Natl. Hist. Nat., B, Bot. 1: 74 (1951).
- Nerium zeylanicumv L., Cent. Pl. II: 12 (1756).
- Nerium divaricatum Lour., Fl. Cochinch.: 142 (1790), nom. illeg.
- Wrightia zeylanica (L.) R.Br., Asclepiadeae: 59 (1810).[1]